# Xa lộ Liên tiểu bang 83
Xa lộ Liên tiểu bang 83 (tiếng Anh: Interstate 83 hay viết tắt là I-83) là một xa lộ liên tiểu bang trong miền đông Hoa Kỳ. Điểm đầu phía nam nằm tại thành phố Baltimore, Maryland tại lối ra Phố Fayette; điểm đầu phía bắc nằm tại thành phố Harrisburg, Pennsylvania tại Xa lộ Liên tiểu bang 81.
Phần lớn đoạn đường ở phía nam Lemoyne, Pennsylvania thay thế Quốc lộ Hoa Kỳ 111, một cựu xa lộ nhánh phụ của Quốc lộ Hoa kỳ 11.

## Mô tả
|              | dặm  | km    |
| ------------ | ---- | ----- |
| Maryland     | 34,5 | 55,5  |
| Pennsylvania | 50,8 | 81,8  |
| Tổng số      | 85,3 | 137,3 |

### Maryland

#### Xa lộ cao tốc Thác Jones

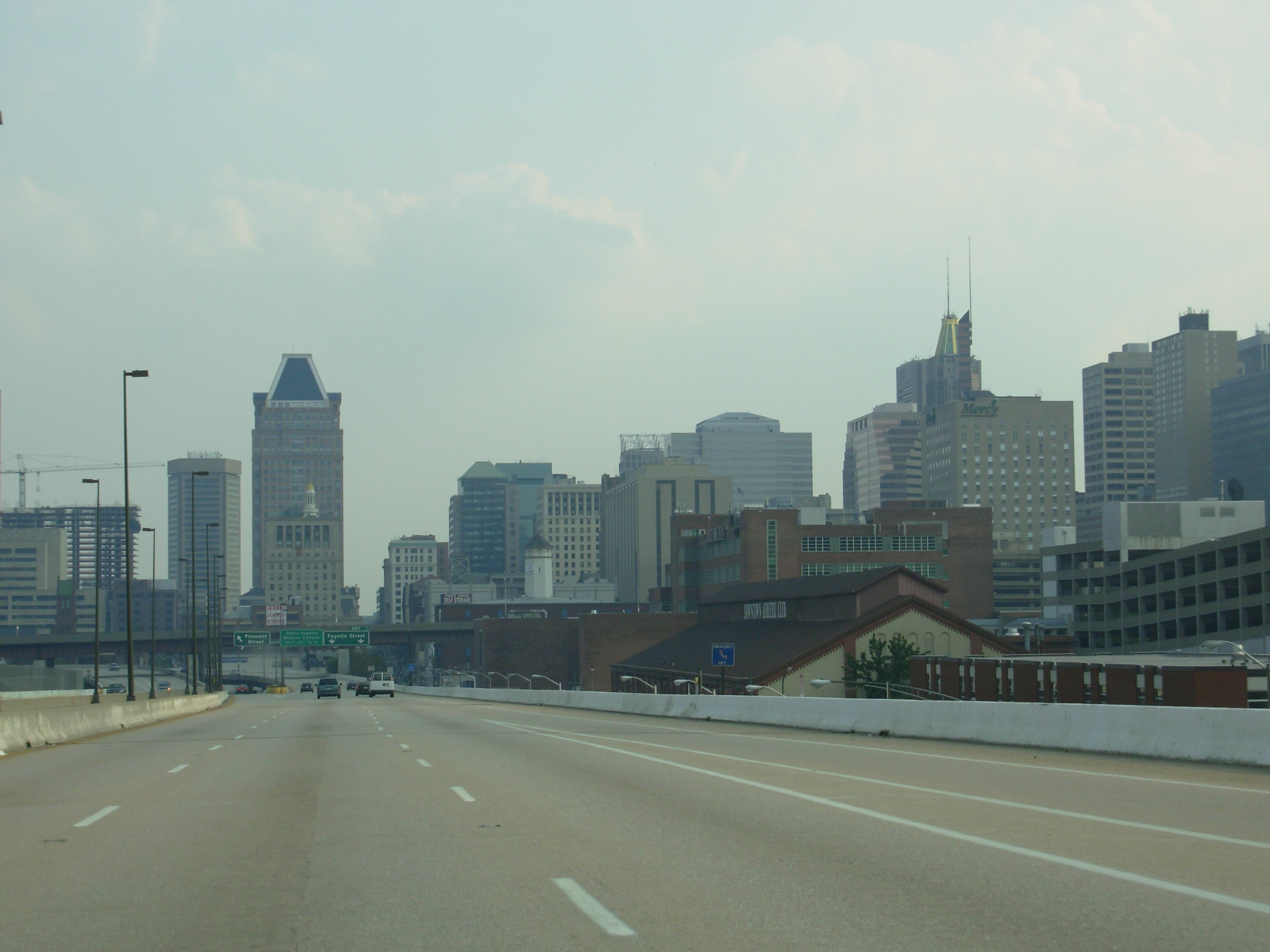
Xa lộ Liên tiểu bang 83 (JFX) chiều đi hướng nam tại thành phố Baltimore

Xa lộ cao tốc Thác Jones, được dân địa phương gọi tắt là JFX, là một xa lộ cao tốc dài 10,2 dặm (16,4 km) và nó mang theo Xa lộ Liên tiểu bang 83 đoạn từ phố chính thành phố Baltimore đến các khu ngoại ô phía bắc. Đây là một xa lộ huyết mạch bắc–nam của khu vực này vì Xa lộ Liên tiểu bang 95 gần như chạy theo hướng đông–tây khi đi qua phần lớn thành phố. Điểm đầu phía nam là ở Phố Fayette, và điểm đầu phía bắc ở Xa lộ Maryland 25, ngay phía bắc của Xa lộ vành đai Baltimore (I-695).
Xa lộ bắt đầu tại một ngã tư cùng mặt lộ giữa Xa lộ cao tốc Thác Jones, Phố Fayette, và Phố President. Con đường của Phố President tiếp tục đi hướng nam dọc theo rìa phía đông của khu thương mại trung tâm để kết thúc tại một vòng xoay gần bến tàu Inner]]. Phố Fayette phục vụ như một con đường đi đến khu vực phố chính.
Đi bên dưới Cầu cạn Phố Orleans (một đoạn thuộc Quốc lộ Hoa Kỳ 40), JFX đi theo hướng bắc, đi ngang gần tượng đài Washington.  Giữa lối ra 3 và 4, có một khúc quanh 90 độ mà đôi lúc bắt buộc người lái xe phải giảm tốc đội ngay trước khi đi vào.

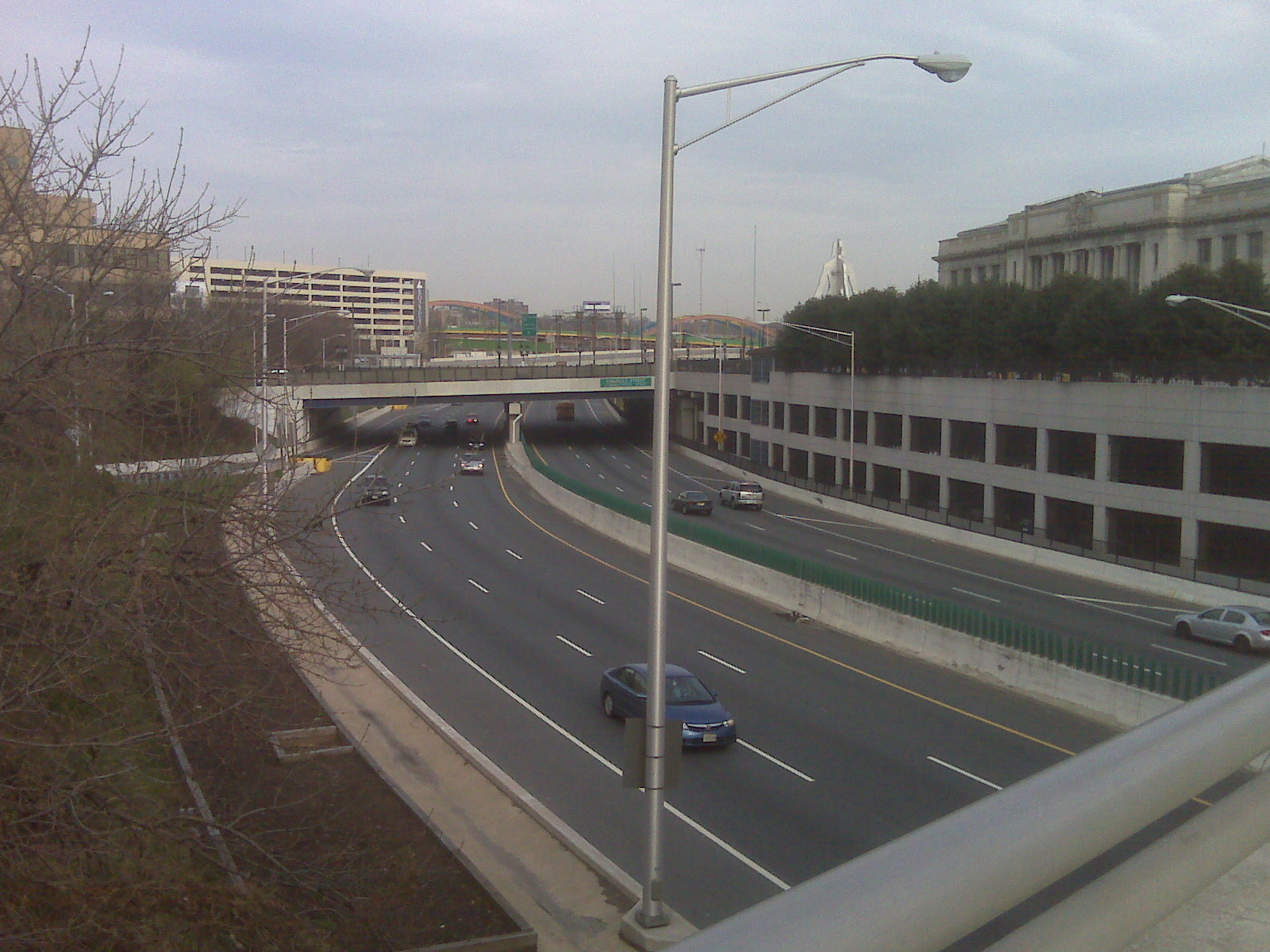
Xa lộ cao tốc Thác Jones từ cầu Phố Saint Paul. Trạm xe lửa Baltimore-Pennsylvania là tòa nhà lớn bên phải.

Sau khi qua khúc cong, JFX bắt đầu đi song song với MD 25, liên đổi đường với Phố North (là phố mang Quốc lộ Hoa Kỳ 1 và Quốc lộ Hoa Kỳ 40 dành cho xe tải) trước khi tiếp tục hướng bắc qua Hồ Druid. Chạy theo hướng tây bắc ra khỏi trung tâm thành phố, JFX đi song song với dòng nước mà xa lộ mang tên đó là Thác Jones. Phía bên kia dòng nước là hệ thống Đường sắt nhẹ Baltimore. Gần phố chính, tuyến đường sắt nhẹ đổi sang hướng khác trong khi đó con thác chảy ngay bên dưới đoạn đường nâng cao của xa lộ cao tốc I-83. Sau khi liên đổi đường với Đường Cold Spring và Xa lộ Công viên Northern, JFX ra khỏi Baltimore, đi vào Quận Baltimore.
Tại xa lộ vành đai, I-83 rời JFX và nhập vào I-695 khoảng 1,4 dặm (2,3 km) và rồi tách rời để tiếp tục đi vào miền bắc Maryland.  JFX tiếp tục thêm 0,5 dặm (0,80 km) trước khi kết thúc tại một điểm giao cắt cùng mặt lộ với Xa lộ Maryland 25 (Lộ Falls).  I-83 và I-695 tách rời tại điểm cuối phía nam của Xa lộ cao tốc Baltimore-Harrisburg. I-695 tiếp tục đi hướng đông qua Towson và Parkville.

#### Xa lộ cao tốc Baltimore-Harrisburg

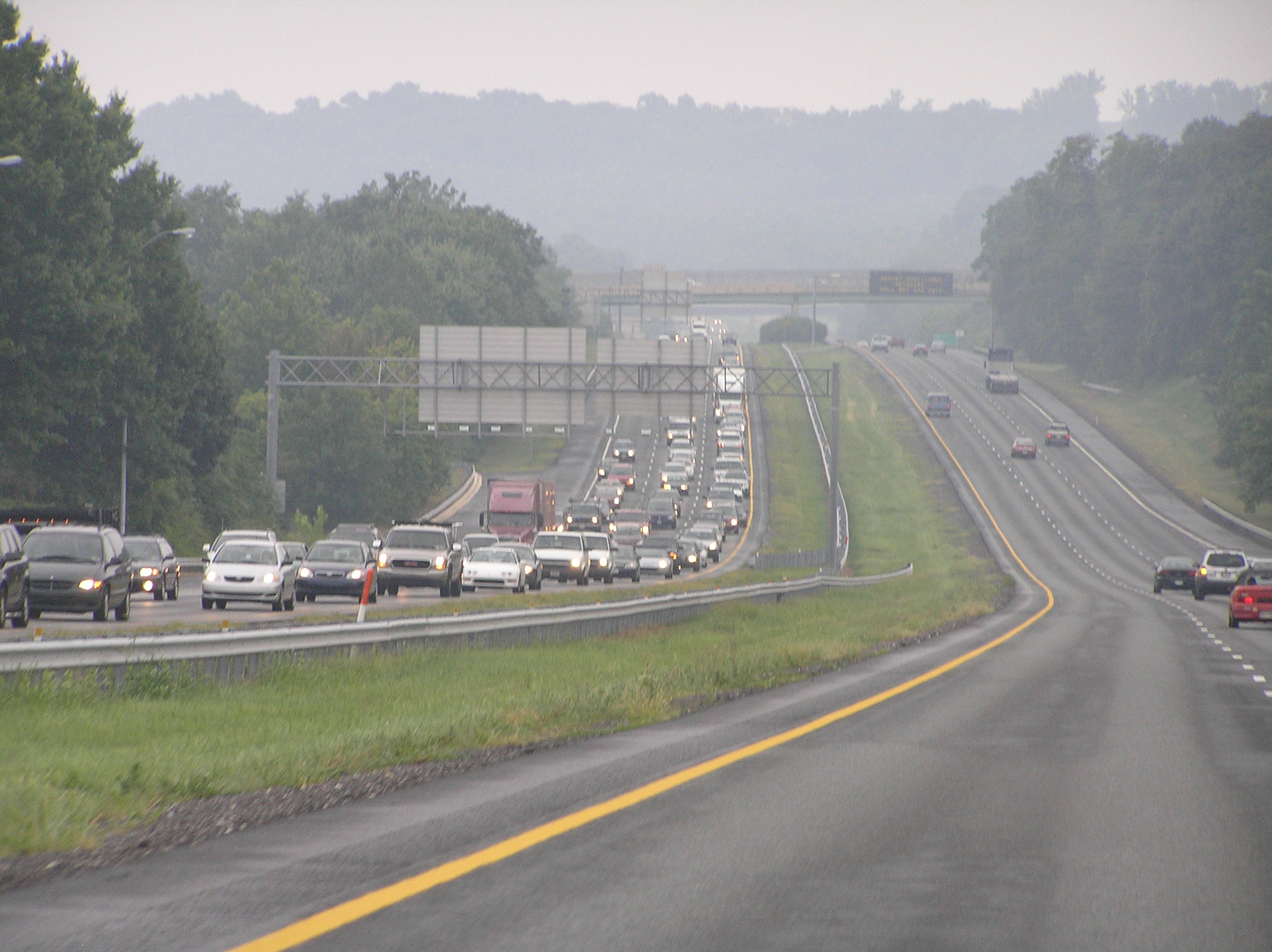
I-83 chiều đi hướng nam với chiều đi hướng bắc bị tắc nghẽn.

Sau khi rời khỏi từ Xa lộ vành đai, I-83 giờ đây được biết với tên gọi Xa lộ cao tốc Baltimore-Harrisburg. Đi theo hướng bắc khỏi xa lộ vành đai, I-83 chạy song song với Xa lộ Maryland 45 (Lộ York), đây là cựu Quốc lộ Hoa Kỳ 111. Đi ngang phía tây của Timonium và Cockeysville, I-83 rời vành đai ngoại ô quanh thành phố Baltimore và đi vào Quận Baltimore nông thôn ở ngay phía bắc cộng đồng Hunt Valley tại Lộ Shawan.  I-83 và MD 45 tiếp tục chạy song song với nhau qua phần phía bắc của quận.
Khu định cư lớn duy nhất mà đoạn đường I-83 đi qua là Monkton nhưng phải đi qua Xa lộ Maryland 137. Ở phía tây I-83, MD 137 nối với điểm đầu phía bắc của MD 25, đây là con đường đồng hành củ của I-83 về phía nam.
Xa lộ liên tiểu bang sau cùng đi qua đường vạch Mason-Dixon để vào Quận York, Pennsylvania, khoảng 25 dặm (40 km) ở phía bắc thành phố Baltimore.

### Pennsylvania
I-83 vào tiểu bang Pennsylvania qua đường vạch Mason-Dixon và đi qua phía đông xã Shrewsbury, và chạy theo hướng bắc đến York.  Xa lộ đi tránh các xã Loganville và Jacobus trước khi vào thành phố York.
I-83 là xa lộ liên tiểu bang độc nhất vô nhị trên duyên hải phía đông Hoa Kỳ có xa lộ thương mại đi qua phố chính York, được biết với tên gọi Xa lộ Thương mại Liên tiểu bang 83. Xa lộ thương mại này đi theo con đường cũ của US 111, trong khi I-83 quay hướng đông bắc và rồi trở về hướng bắc để đi tránh khu vực đô thị.  Gần Xa lộ Pennsylvania 462, Xa lộ Lincoln, xa lộ liên tiểu bang quay hướng tây một đoạn ngắn và rồi quay về hướng bắc để liên đổi đường với Quốc lộ Hoa Kỳ 30. Bên ngoài Quốc lộ Hoa Kỳ 30, I-83 tiếp tục với một đường thẳng, đi theo hướng bắc ra khỏi thành phố York và đi qua phía tây Emigsville.
Phía bắc Xa lộ Pennsylvania 295, I-83 có tên là Xa lộ cao tốc Susquehanna. Tên này vẫn giữ khi nó đi qua phía nam và tây Valley Green, tiếp tục hướng bắc về Harrisburg. Phía nam Harrisburg, I-83 có nút giao thông lập thể với Xa lộ Liên tiểu bang 76, Xa lộ thu phí Pennsylvania.  Phía bắc I-76, I-83 tiếp tục hướng bắc, đi qua New Cumberland, trước khi nhập với Xa lộ Pennsylvania 581 tại Lemoyne.
Sau khi nhập với PA 581, I-83 có tên là Xa lộ cao tốc Harrisburg.  Xa lộ quay sang hướng đông bên trong đoạn nhập và qua Sông Susquehanna bằng Cầu John Harris ở phía nam khu thương mại trung tâm của phố chính thành phố Harrisburg, đi qua Paxtang trước khi gặp Xa lộ Liên tiểu bang 283 và Quốc lộ Hoa Kỳ 322 tại nút giao thông lập thể Eisenhower.
Bên ngoài nút giao thông lập thể, I-83 lại đi theo hướng bắc qua đông Harrisburg, liên đổi đường với Quốc lộ Hoa Kỳ 22 ở đông bắc khu thương mại trung tâm trước khi kết thúc tại nút giao thông lập thể Xa lộ Liên tiểu bang 81.

## Các xa lộ phụ trợ
I-83 có duy nhất một xa lộ nhánh phụ: Xa lộ Liên tiểu bang 283, đây là xa lộ nối đến Xa lộ Liên tiểu bang 76 và PA 283 ở đông nam thành phố Harrisburg.

## Các xa lộ thương mại

### Xa lộ vòng thương mại của York, Pennsylvania
Xa lộ Thương mại Liên tiểu bang 83 là một xa lộ liên tiểu bang ngắn tại York, tiểu bang Pennsylvania. Đầu phía bắc của nó nằm tại I-83 và Xa lộ Pennsylvania 181 phía bắc York. Điểm đầu phía nam nằm tại I-83, phía nam York. Con đường này có tên là Phố George trên phần lớn chiều dài của nó.
Xa lộ Thương mại I-83 là xa lộ thương mại duy nhất của I-83 và là xa lộ thương mại liên tiểu bang duy nhất tại tiểu bang Pennsylvania mặc dù việc này thay đổi vào năm 2009 khi Xa lộ Thương mại Pennsylvania 60 tại Xã Moon, Pennsylvania gần thành phố Pittsburgh được cắm biển là Xa lộ Thương mại Liên tiểu bang 376 khi con đường hiện thời của PA 60 trở thành một đoạn nối dài của I-376. Con đường này được xây năm 1958 nhưng được cắm biển năm 1957. Xa lộ Thương mại I-83 đi qua phố chính York trên Lộ George, đây là xa lộ huyết mạch nam-bắc chính của thành phố.